# 李元本
李元本（?—?），唐朝范阳奚族人，成德節度使、清河郡王李寶臣之孙，鳳翔節度使、檢校戶部尚書、武安郡王李惟簡之子。
李元本官至河南府参军，轻薄无行。张茂昭之子张克礼尚唐顺宗女襄阳公主。长庆年间，李元本和薛枢、薛浑都与襄阳公主私通。襄阳公主最爱薛浑，每到薛浑家，见薛浑之母行事婆母之礼。李元本得幸于公主，出入公主府第。张克礼上表奏闻，唐穆宗召公主幽禁在宫中。以李元本功臣之后，减死，杖六十，流放岭南象州。薛枢、薛浑以李元本之故，也从轻杖八十，流放崖州。其弟李铢，好学多识，有儒者风。